# Структурализъм
Структурализмът е подход в хуманитарните науки, който изследва дадено поле като комплексно поле от съставни части.
Възниква в лингвистиката с работата на Фердинанд дьо Сосюр (1857 – 1913). Много френски интелектуалци го възприемат като имащ по-широко приложение и скоро моделът е модифициран и приложен в други сфери, като антропология, психология, психоанализа, литературна теория, архитектура. Това води до пик на структурализма не само като метод, но и като интелектуално движение, с който той заема пиедестала на екзистенциализма през 1960-те години във Франция.
През 1970-те години структурализмът попада под огъня на критиците, които го упрекват, че е твърде скован и неисторичен. Все пак някои от теоретиците, смятани и за структуралисти, продължават да бъдат имена, допринасящи за континенталната философия, например Мишел Фуко (който обаче понякога е смятан и за постструктуралист). Някои дори твърдят, че постструктурализмът е доразвитие и „принос“ към структурализма.

## Същност
Структурализмът изследва моделите, залегнали в основата на социалните и културни явления, и връзката между основните за конкретно поле на изследване (като език, литература) елементи, които са подчинени на мисловни, лингвистични, социални и културни структури и структурни мрежи, чрез които значението се реализира за даден човек, система или култура. Интересът към структурализма най-силно се разгръща през 1958 г.
Методологически образец на структурализма е структурната лингвистика – най-влиятелното направление в науката за езика на ХХ век. Лингвистите изясняват скритите разлики, структура и правила, благодарение на които са възможни езиковите изказвания, а структуралистите разглеждат литературата, мита, обществените норми, жестовете и дрехите като многочислени езици, с които общуват представителите на една или друга култура и търси скритата система на разликите, които във всеки отделен случай определят конкретната структура на действията и обектите.
Най-общо структурализмът поставя въпроси, свързани със значението, репрезентацията и авторството, и изследва връзката между език и знание. В това отношение той може да се погледне и като широко разпространена преокупация на езика, която засяга мисленето на 20 век, включително и онова мислене, което днес наричаме постмодернизъм. Англо-американската философия е доминирана от култ към езика, в някои случаи основан на вярването, че самата философия опира изключително и само до езика, и по този начин има способности да изглажда всякакви противоречия на други дисциплини като науката и политическата теория.
Структурализмът се интересува по-малко от това за какво се отнасят текстовете и повече от това как работят. За да ни разкрие тези механизми по-ясно, той изцяло се дистанцира от всичко, отнасящо се до съдържанието на даден текст – например посланието на една история или моралът в една приказка. Както философът Жак Дерида отбелязва, „релефът и дизайнът на структурите изпъква по-ясно, когато съдържанието, което е живата енергия на значението, е неутрализирано“. С други думи, структурализмът е за това как текстовете формално работят, а не за това какво означават. Следователно езикът играе активна роля във формирането на нашите възприятия на реалността. Това прозрение е централно и за постмодерната теория. Значението възниква единствено във връзка със структурите. Нито едно нещо не създава значение само по себе си – то има смисъл единствено във връзка с други неща. Вербалният и писменият език представляват най-чистата демонстрация на тези структурни или релационни носители на значение. Изучавайки това как работи езикът, можем да достигнем до разбирането за това как всички културни предмети произвеждат значение.
Структурализмът твърди, че езикът е система от правила за комбиниране. Тези правила позволяват да се създават голям брой различни думи в границите на съществуващите писмени знаци от азбуката. Всеки конкретен език има свои собствени разбирания как тези знаци да се съчетават и по този начин да произвеждат значение, както и кое съчетение от звуци ги прави произносими и кое не. Не можем да правим каквото си пожелаем с буквите и да очакваме то да бъде разбрано от всеки. Тези правила са универсални. На езика на дрехите това означава, че правилата налагат да не обуваме гумени ботуши вместо зимни обувки, ако смятаме да ходим на коктейл, както и да не слагаме подходящи дрехи на неподходящи части от тялото. Структуралистите считат, че нормите и конвенциите са приложими спрямо всички аспекти на културата. Писменият и говоримият език чисто и просто представляват най-ясното въплъщение на принципите, които управляват всички знакови системи.
В най-общи линии „знакът“, дефиниран от Фердинанд дьо Сосюр, е обект, дума, образ или всичко онова, което върви заедно с някакво значение, прикрепено към него. Казано по-технично, това е единица значение, произведено от връзката между означаемо и означаващо (знак). Връзката между двете е въпрос на споразумение. Например няма естествена или природна причина затова, че букет червени рози означава страст. Културата е закодирала розите по този начин и ние сме възприели този код за даденост. Отделният човек никога не е напълно свободен да създава лично свои интерпретации на нещата. Разбирането е винаги до известна степен ограничавано от конвенциите и правилата. Не е въпрос на личен избор това, че ако аз изпратя червени рози на някого най-вероятно те ще се изтълкуват като романтичен жест. „Аз“ лично не съм натоварил розите с романтични конотации – те са били вече предварително закодирани. Така структурализмът и семиотиката твърдят, че съдържанията на знаците далеч надминават индивидуалните намерения. Това прозрение е значимо в полето на изкуството и литературата, тъй като поставя под съмнение модернисткото и романтичното разбиране за уникалността и оригиналността на изкуството, създадено от индивидуалния акт на гения. Под въпрос се поставя и идеята за авторството.
В традицията, здравият разум твърди, че светът е направен от независимо съществуващи неща, които по естествен начин пасват на имената, с които ги наричаме. Това би означавало например, че има нещо в розата, което ни казва, че „роза“ е неминуемо най-правилната дума за нея. Но Сосюр отрича да има каквато и да било директна връзка между самата роза и буквите Р-О-З-А. Всяка една друга комбинация от знаци несъмнено би свършила същата работа и е въпрос единствено на конвенция, че розите се наричат именно рози. Той отрича, че наименованията на нещата са естествено прикрепени към обектите или идеите. От тази стартова позиция, структурализмът – и евентуално постмодернизмът – изоставят всякакво разбиране, свързано със „истинен“ език: те считат, че езикът никога не би могъл да бъде едно понятно и невинно отражение на реалността.

## Произход на термина
Терминът структурализъм е използван за първи път от лингвиста Фердинанд дьо Сосюр (1916), който предлага всеки език да бъде разглеждан като система, в която всеки елемент може да бъде дефиниран само чрез логическите връзки на еквивалентност или опозиция, в които той се намира с останалите елементи. Тази съвкупност от взаимоотношения образува структурата.
Макар и да е преди всичко свързан с литературната теория и критика, структурализмът най-добре се определя като метод или подход, а не като строга дисциплина. Структуралистките идеи могат теоретично да се прилагат в различни области – те получават първоначална популярност и внимание чрез работата на антрополога Клод Леви-Строс, а също така засягат мисленето на психоаналитика Жак Лакан – и могат да бъдат отнасяни спрямо различни видове текст. Освен това, въпреки че терминът структурализъм е показател за сравинтелно ограничен брой теми, не съществува един определен набор от правила, към които всички мислители, определени като структуралсти, винаги строго да са се придържали.

## Представители
Най-значимите представители на това направление са лингвистът Роман Якобсон (1896 – 1982), антропологът Клод Леви-Строс (род. 1908) и литературоведът Ролан Барт (1915 – 1980), психолозите Жан Пиаже (1896 – 1980) и Жак Лакан (1901 – 1981), историкът на мисловните системи Мишел Фуко (1926 – 1984), френският теоретик, философ и критик Жан Бодрияр (1929 – 2007).

## Избрани трудове
„Системата на предметите“ (1968), Жан Бодрияр
Декорацията на интериора и домашното обзавеждане могат да бъдат анализирани като знакови системни структури също както езика. Модеростта промения нагласата и регулацията на всекидневния живот, в който става важно да бъдеш в крак с модата и да събираш вещи – дрехи, мебели и т.н. по такъв начин, че те
да си подхождат, да те диференцират от другите – според вкуса, социалната класа и т.н.
През капитализма всички стаи в средностатистическото жилище са структурирани около системата на вещите – например провинциалната кухня и др. Домашното обкръжение е система от обекти и стилове, създадени да функционират под логиката на модерността: животът се върти около консуматорската среда, в която всички стоки получават значението си в зависимост от позицията си в мрежата от знаците-вещи, където твоите вещи определят твоята „индивидуалност“.
„Знаци и смисъл в киното“ (1972), Питър Уолън
Структуралисткият филмов критик трябва да търси системата на диференциация и опозиции. Гледайки филмите на един определен режисьор, структуралисткият филмов критик не се интересува от очевидното и повтарящото се в сюжета и стила в определен брой филми на твореца от неговата кариера. Той по-скоро търси една водеща, езотерична структура от бинарни опозиции, която разкрива цял комплекс от значения. Уестърните на Джон Форд например разкриват последователни експресии на бинарните опозиции „градина-пустиня“, „цивилизация-първичност“, „герои-разбойници“. Тези опозиции представляват социални конструкции с политически импликации. Освен това те не са произлезли само от ума на един индивидуален режисьор – индивидите се разбират от структурализма като обикновени канали или предаватели на социални значения. В процеса на самоизразяване ние несъзнателно повтаряме идеали, за чиято широкообхватност не си даваме сметка.
„Декодиране на рекламите“ (1978), Джудит Уилямсън
Рекламата е деликатна форма на пропаганда, създадена от капитализма. Структурализмът и семиотиката са инструментите, които ни дават възможност да разкодираме и разкрием нейните истински механизми. Рекламата създава значения, които нямат пряка връзка нито с реалността, нито с продукта, който се рекламира. Тя се опитва да създаде различия между принципно напълно еднакви продукти. Всичко това се прави с цел да се стимулират изкуствени желания, чрез определена вътрешна организация на думи и образи.

## Критика
Структурализмът е критикуван заради неговата антиисторична ориентация, превесът на синхроничния над диахрония подход и насоченост към безсъзнателните безлични структури, които действат посредством човека, ала независимо от неговата воля.